# Municipio de Pyatte
El municipio de Pyatte (en inglés: Pyatte Township) es un municipio ubicado en el  condado de Avery en el estado estadounidense de Carolina del Norte. En el año 2010 tenía una población de 516 habitantes.

## Geografía
El municipio de Pyatte se encuentra ubicado en las coordenadas 36°1′3.46″N 81°58′14.04″O / 36.0176278, -81.9705667.